# Ana Fani Alessandri Carlos
Ana Fani Alessandri Carlos, née à São Paulo le 1er décembre 1950, est une géographe brésilienne. Elle est reconnue comme étant l'une des autorités en géographie urbaine du pays.

## Biographie
Ana Fani Alessandri Carlos naît à São Paulo en 1950 dans une famille italienne du quartier de Barra Funda. Elle démarre des études de géographie à l'université de São Paulo en 1971, où elle obtient son diplôme en 1975. Elle soutient une maîtrise en 1978 et un doctorat en 1987, sous la direction de la professeure Léa Goldenstein,.
En 1989, elle réalise un post-doctorat à l'université de Paris VII, et un second en 1996 à l'université de Paris I Panthéon-Sorbonne. En 2000, elle soutient son habilitation au département de géographie de l'université de São Paulo, avec la monographie Espaço-tempo no cotidiano da metrópole (Espace-temps dans la vie quotidienne de la métropole),.
Elle est professeure au département de géographie de l'université de São Paulo (USP), coordinatrice du Groupe d'étude de São Paulo et fondatrice en 2001 du groupe de géographie urbaine critique radicale (Geografia Urbana Crítica Radical) de São Paulo (Grupo de Estudos sobre São Paulo - GESP), un groupe de recherche marxiste-lefebvrien qui jouit d’une grande légitimité scientifique au Brésil et qui est une des spécialités de l'USP. Ana Fani Alessandri Carlos est ainsi une « figure incontournable et familière de la géographie urbaine » autour de laquelle s’est structuré le GESP, qui regroupe une majorité de ses anciens ou actuels étudiants.
Ana Fani Alessandri Carlos a créé en 1989 au sein de l'USP la principale conférence de géographie urbaine SIMPURB (Simpósio Nacional de Geografia Urbana) qui regroupe, tous les deux ans, des centaines de chercheurs.
Ana Fani Alessandri Carlos a également été professeure à l'université de Barcelone et à l'université de Buenos Aires.
Se réclamant de la géographie radicale, ses recherches sont consacrées presque exclusivement à la métropole de São Paulo, et aux transformations spatiales résultant du développement de la capitale. Plus récemment, elle s'est intéressée à la construction de la métagéographie.

## Travaux

### Géographie urbaine radicale

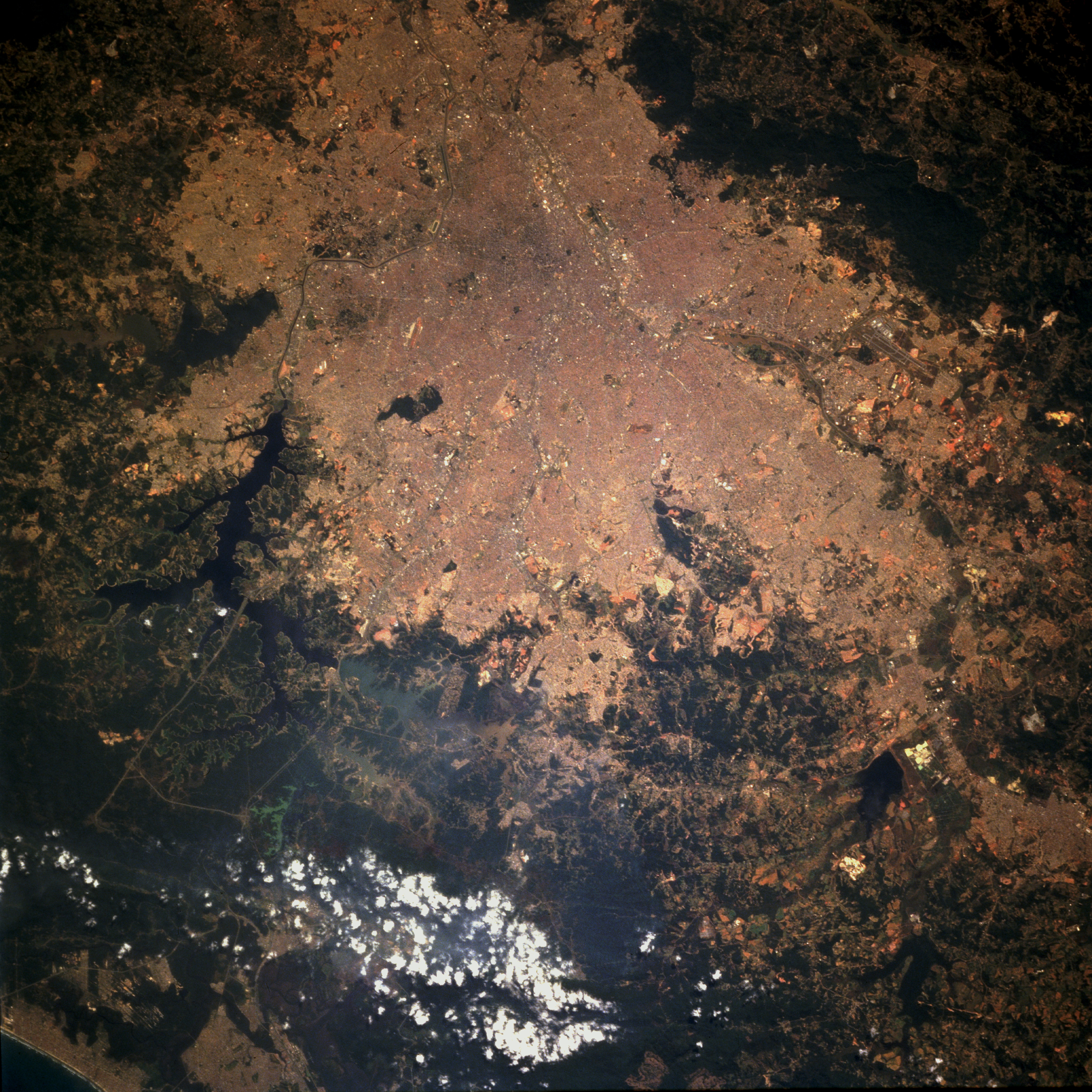
São Paulo comprend plus de 20 millions d'habitants. NASA Shuttle Mission 51, 1993.

Vue panoramique de Saùde, São Paulo, 2017.

Ana Fani Alessandri Carlos travaille sur l'évolution de l’urbanisation de São Paulo et la désindustrialisation de la ville, analysant les impacts des processus d'accumulation dans les pratiques socio-spatiales. Elle montre qu'à São Paulo comme dans toute ville mondiale, les dynamiques urbaines métropolitaines impliquent la constitution de nouvelles centralités et le vidage de certains quartiers, en fonction des transformations dans les usages et fonctions d’aires entières, comme conséquence des transformations dans les secteurs économiques. Elle affirme ainsi que le capital financier s'affirme au travers de l’espace, c'est-à-dire « en produisant l’espace en tant qu’exigence de l’accumulation continue, sous de nouvelles modalités articulées au plan mondial ».
Elle travaille également sur la question du droit à la ville. Elle considère que « la réalisation de la phase actuelle de l’accumulation sous l’égide du capital financier qui se fait au travers de la production de l’espace, dans le quotidien et l’urbain (avec des alliances entre les niveaux économique et politique) se fait contre le social, et appelle une transformation radicale. ». Le droit à la ville fait donc appel à l’autogestion sociale comme une appropriation réelle de l’espace, nécessitant une transformation profonde de la ville, et allant de pair avec une critique de l’État et des politiques qu’il mène.
Face au mouvement manifestations de juin 2013, Ana Fani Alessandri Carlos réagit dans deux articles, « Ni 3,20 ni 3,004 : le problème est bien plus complexe » et « La lutte est urbaine, le chemin est encore en cours de construction », proposant une interprétation marxiste-lefebvrienne des protestations, qui confirme l’analyse avancée depuis des années par le GESP, consistant à dire que la production capitaliste de l’espace urbain lui-même produit inévitablement une ségrégation socio-spatiale impossible à résoudre par des solutions techniques.

### Géographie universitaire et scolaire
Cette géographie radicale revêt une dimension pédagogique. Ana Fani Alessandri Carlos et le GESP contribuent par exemple à la formation continue des enseignants de l’État de São Paulo via la publication d'ouvrages didactiques largement diffusés et réédités à plusieurs reprises tel A Cidade, A geografia na sala da aula (« La ville : la géographie dans la salle de classe », Carlos, 2006), ouvrage  massivement utilisé par les enseignants du secondaire.

### Pandémie de Covid-19
Ana Fani Alessandri Carlos coordonne lors de la pandémie de Covid-19 un ouvrage intitulé « Covid-19 et la crise urbaine » (Covid-19 e a crise urbana) dans lequel elle montre que le Covid-19 est aussi une crise urbaine, qui met en lumière les contradictions et creuse les inégalités dans les villes. Selon elle, la pandémie éloigne davantage les habitants privilégiés des zones centrales des faiblesses sociales de la population périphérique. En l'absence de politiques publiques efficaces, les relations humaines sont échangées contre des profits rapides. En outre, elle met en lumière la différence entre les discours des gouvernements municipaux et étatiques qui ont suivi les directives de l'OMS et ceux du gouvernement fédéral qui a plusieurs fois minimisé la pandémie et demandé de donner la priorité à l'économie au détriment de la vie des gens.
En mai 2020, elle signale déjà que la société inégalitaire est marquée par une hiérarchie spatiale qui révèle la place que les groupes sociaux occupent dans la ville, notamment par un accès différencié au logement. Ces accès différenciés à la ville produisent la contradiction centre-périphérie. Or les données ont montré que le plus grand nombre des décès liés au Covid-19 sont situés à la périphérie de la zone urbaine où vivent des personnes qui sont expulsées du centre à cause du prix trop élevé du foncier. Dans ces zones il n'y a pas de services ou d'infrastructures — égouts, eau courante, asphalte dans les rues, services. Pour Ana Fani Alessandri Carlos, le concept d'inégalité exprime l'existence d'une société de classes, qui transforme des individus égaux en individus inégaux. L'inégalité est ainsi une condition sociale, et non une condition naturelle. La ségrégation socio-spatiale met en lumière la hiérarchie sociale, qui se concrétise en tant que hiérarchie spatiale par l'imposition d'un accès différencié aux lieux de la ville, et par l'imposition de la propriété privée, qui produit et structure la société inégalitaire dans laquelle nous vivons et qui reflète les endroits où la pandémie frappe le plus fort. Carlos explique que les situations vécues ne révèlent pas la vulnérabilité ou la perversité du processus d'urbanisation, mais la violence avec laquelle l'urbanisation est réalisée, sous la commande d'actions de planification soumises au processus de croissance et soutenues par l'État dont elle pointe la responsabilité et la connivence.

## Récompenses
En 2012, elle est lauréate du Prix International Géocritique.
Elle reçoit en 2001 de la part du conseil municipal de São Paulo un « vote de jubilation et de félicitations » à l'occasion du lancement du livre Espaço-tempo na metrópole. Pour ce même livre, elle est finaliste du prix Jabuti, attribué au meilleur livre en sciences humaines par la Câmara Brasileira do Livro.
Son ouvrage Ensaios de geografia Contemporânea, Milton Santos, obra revisitada (1996) reçoit de la part de l'Instituto Histórico e geográfico de São Paulo le prix du « colar do centenário » pour le meilleur livre de géographie de 2001.

## Publications principales

### Ouvrages en portugais
- (pt) Ana Fani Alessandri Carlos, A Condiçao espacial, São Paulo, Editora Contexto, 2011, 157 p. (ISBN 978-85-7244-660-0)
- (pt) Ana Fani Alessandri Carlos et Ariovaldo Umbelino de Oliveira, Geografias de São Paulo., Editora Contexto, 2004, 828 p.[20]
- (pt) Ana Fani Alessandri Carlos, Espaço - tempo na metrópole., São Paulo, Editora Contexto, 2001, 368 p.
- (pt) Ana Fani Alessandri Carlos, O lugar no/do mundo., São Paulo, Hucitec, 1996, 150 p.[21]
- Ana Fani A. Carlos, Ensaios de geografia contemporânea : Milton Santos, obra revisitada, Editora Hucitec, 1996 (ISBN 85-271-0369-9 et 978-85-271-0369-5, OCLC 36681994, lire en ligne)
- (pt) Ana Fani Alessandri Carlos, Os Caminhos da Reflexão Sobre a Cidade e o Urbano., Edusp, 1994, 391 p.[22]
- (pt) Ana Fani Alessandri Carlos, A (re)produção do espaço urbano., São Paulo, Editora da Universidade de São Paulo, 1994, 270 p.
- (pt) Ana Fani Alessandri Carlos, Espaço e indústria., São Paulo, Editora Contexto/Edusp, 1992, 70 p.
- (pt) Ana Fani Alessandri Carlos, A cidade, São Paulo, Editora Contexto, 1991, 98 p.

### Ouvrages en français et en anglais
- (en) Ana Fani Alessandri Carlos, Danilo Volochko et Isabel Pinto Alvarez, The city as a commodity, São Paulo, FFLCH - USP, 2017, 338 p. (lire en ligne)

- Ana Fani Carlos, Pour penser les nouveaux espaces industriels dans les pays sous-développés, Paris, CRIA, Institut de géographie, 1989 (ISSN 0982-3131)

### Articles scientifiques en français
- Ana Fani Alessandri Carlos et Silvana Maria Pintaudi, Métropoles en débat : (dé)constructions de la ville compétitive, Nanterre, Presses Universitaires de Paris Ouest, 2014, 419 p. (ISBN 978-2-84016-179-0), « Business de l’espace urbain et « droit à la ville ». Le cas de l’opération Faria Lima (São Paulo) »
- Ana Fani Alessandri Carlos, « Le droit à la ville comme projet de nouvelle société », L'Homme et la société, vol. 185-186, no 3,‎ 2012, p. 65 (ISSN 0018-4306 et 2101-0226, DOI 10.3917/lhs.185.0065, lire en ligne, consulté le 1er février 2022)
- Ana Fani Alessandri Carlos, « Dynamique urbaine et métropolisation, le cas de São Paulo », Confins, no 2,‎ 4 janvier 2008 (ISSN 1958-9212, DOI 10.4000/confins.1502, lire en ligne, consulté le 1er février 2022)
- Ana Fani Alessandri Carlos, « São Paulo, ville mondiale ? », Confins. Revue franco-brésilienne de géographie / Revista franco-brasilera de geografia, no 1,‎ 22 mai 2007 (ISSN 1958-9212, DOI 10.4000/confins.3, lire en ligne, consulté le 1er février 2022)
- Silvana Maria Pintaudi et Ana Fani Allessandri Carlos, « L'espace et l'industrie dans l'état de São Paulo (Brésil) », Les Cahiers d'Outre-Mer, vol. 49, no 193,‎ 1996, p. 31–52 (DOI 10.3406/caoum.1996.3595, lire en ligne, consulté le 1er février 2022)